# Tullio Tedeschi
Tullio Tedeschi (Isernia, 15 luglio 1910 – Isernia, 2 novembre 1987) è stato un militare italiano, sottufficiale della Regia Marina attivo nella Xª Flottiglia MAS prima, e in Mariassalto dopo, durante la seconda guerra mondiale. È stato decorato con la Medaglia d'oro al valor militare a vivente per l'azione del 26 marzo 1941.

## Biografia
Nacque a Isernia il 15 luglio 1910 figlio di Felice e di Angiolina Milone, ed entrò volontario nella Regia Marina nel luglio 1927. Frequentò la Scuola Meccanici di Venezia e le sue abilità lo fecero avanzare al grado di sottocapo nell'ottobre 1929, imbarcandosi successivamente sul cacciatorpediniere Ugolino Vivaldi a Genova e poi, nel 1930, sulla cannoniera Ermanno Carlotto e nel 1933 nel cacciatorpediniere Euro.
Dopo aver frequentato il Corso I.G.P. (Istruzione Generale e Professionale) ed ottenuta la promozione a secondo capo, nel febbraio 1934 entrò a far parte dell'equipaggio dei sommergibile Santorre Santarosa, passando poi sull'X 3 rimanendovi fino all'agosto 1935. Allo scoppio della guerra d'Etiopia fu inviato in missione per conto del Ministero degli Affari Esteri, stabilendosi prima presso la Legazione italiana di Addis Abeba e nella stazione R.T. del Comando Superiore in Africa Orientale ad Asmara.
Rientrato in Italia nel gennaio 1936 fu destinato dapprima all'Ufficio Tecnico delle Armi Navali di Milano,  riuscendo quindi ad entrare nella Xª Flottiglia MAS, stabilendosi prima a Venezia e poi a Lero, nel mar Egeo. Nel 1940, quando ritornò in Italia, fu promosso secondo capo scelto e diventò operatore dei mezzi speciali d'assalto. Per forzare la Baia di Suda fu necessario, per il sommozzatore italiano, ritornare a Lero, da dove partì insieme ad altri 5 operatori verso il porto nemico il 26 marzo 1941. La missione, curata nei minimi dettagli dal comandante dei mezzi d'assalto di superficie, capitano di fregata Vittorio Moccagatta, fu il primo successo per i mezzi d'assalto della Regia Marina. In base agli ordini di attacco assegnati sul luogo dal capo spedizione tenente di vascello Luigi Faggioni, il suo barchino MTM, insieme a quello del sottotenente di vascello Angelo Cabrini, aveva come obiettivo l'incrociatore pesante York  della Royal Navy, ancorato nella baia. La manovra di attacco per non perdere l'effetto sorpresa, prevedeva l'avvicinamento nel massimo silenzio possibile fino a circa centocinquanta metri dall'obiettivo, dopodiché ci si lanciava alla massima velocità. Una volta puntato il barchino contro il bersaglio venivano bloccati i timoni di direzione dello stesso; giunti a circa ottanta metri il seggiolino veniva sbalzato in mare e il pilota lo usava come zatterino per salvarsi dallo scoppio che lo avrebbe ucciso se fosse rimasto immerso in acqua.
L'attacco culminò con l'affondamento dell'incrociatore York, ad opera del suo barchino e dell'MTM 2 guidato da Cabrini, e con il grave danneggiamento della petroliera Pericles da 8.324 tsl, e gli valse la concessione della Medaglia d'oro al valor militare a vivente.
In seguito all'azione fu preso prigioniero dagli inglesi e rimpatriato solo nel marzo 1944 per unirsi a Mariassalto durante la guerra di liberazione.
Dopo il conflitto prestò servizio all'Ufficio Tecnico dell'Autoreparto del Ministero della Marina e nel novembre 1947, a domanda, fu collocato in congedo ed iscritto nel Ruolo d'Onore, dove conseguì la promozione a capo di prima classe.
L'ex membro della Xª MAS morì ad Isernia, la sua città natale, il 2 novembre 1987.